# Rossano Pecoraro
Rossano Pecoraro (Salerno, Itália, 5 de julho de 1971) é um historiador da filosofia e filósofo ítalo-brasileiro. Nascido na Itália, onde se forma em Direito e em seguida em Filosofia (1997), chega em 2000 ao Rio de Janeiro. É Doutor em Filosofia pela PUC-Rio e Pós-Doutor pela Coordenação de Aperfeiçoamento de Pessoal de Nível Superior (CAPES)/UFPI. Atualmente é professor Adjunto da Universidade Federal do Estado do Rio de Janeiro (UNIRIO).

## Biografia
Pecoraro nasce em 1971 em Salerno, cidade do centro-sul italiano. Líder estudantil na época do Liceu Genovesi e nos primeiros anos universitários, forma-se em Filosofia na Universidade de Salerno, com uma tese sobre Emil Cioran sucessivamente publicada. Nestes anos escreve e publica um romance e várias coletâneas de poesia e trabalha como reporter investigativo em jornais tais como o Corriere della Sera, de Milão, Il Messaggero, de Roma, Il Giornale di Napoli. No início de 2000, "cérebro em fuga" da corrupção intelectual e moral de sua pátria, abandona a Itália e chega ao Rio de Janeiro num navio mercante. Mestre (2002) e Doutor (2006) em Filosofia Contemporânea pela Pontifícia Universidade Católica do Rio de Janeiro com uma Tese sobre as relações entre Niilismo, Nada e Negação. De 2010 a 2013 cursa um Pós-Doutorado na UFPI com bolsa da Coordenação de Aperfeiçoamento de Pessoal de Nível Superior (CAPES) no âmbito do PNPD. No início de 2013 dá-se o retorno ao Rio de Janeiro, onde toma possa como professor concursado na Universidade Federal do Estado do Rio de Janeiro (UNIRIO). Nesta Universidade Pecoraro funda o “Laboratório de Filosofia Política e Moral Gerardo Marotta” (dedicado ao fundador do Istituto Italiano per gli Studi filosofici de Napoli e apoiado pelo Conselho Nacional de Desenvolvimento Científico e Tecnológico). Também em 2013 funda a Revista internacional de Filosofia contemporânea Quadranti da qual é Editor chefe.

## Trajetória intelectual
É conveniente dividir o percurso intelectual e filosófico de Rossano Pecoraro em duas grandes áreas de atuação: o engajamento no que se pode chamar de ativismo filosófico e as intervenções e ideias que constituem o problemático work in progress de sua filosofia. Estão compreendidas no primeiro âmbito todas as atividades desenvolvidas no Brasil com o objetivo de ampliar a discussão filosófica e crítica no País como, por exemplo, a organização de várias dezenas de eventos nacionais e internacionais (entre eles o Fórum Krisis de Filosofia Contemporânea) a fundação de quatro revistas científicas (Analógos, Alter, Forum Krisis e Quadranti); o engajamento na divulgação filosófica, dentro e fora da Academia, de temas e autores pouco conhecidos ou negligenciados; a idealização e organização de livros, números monográfícos de revistas e coletâneas, entre elas a Coleção em três volumes "Os filósofos - Clássicos da Filosofia", publicada pela Editora Vozes.

## Filosofia

### A Filosofia negativa e o Eu trágico-niilista
A primeira fase de seu pensamento filosófico é dedicada à elaboração de uma filosofia “desesperada” e “negativa” totalmente alheia a preocupações ético-políticas (que se tornarão centrais em seguida). Uma filosofia negativa, cujas bases serão retomadas por outros estudiosos, baseada no niilismo nietzschiano e em toda uma tradição de pensadores e poetas malditos e marginais, relidos a partir do prisma pessimista e lúcido de Cioran, de certo existencialismo europeu, do “tudo é vão” resultado de uma análise filosófica do suicídio, da psicanálise e das mútuas implicações conceituais entre Niilismo, Nada e Negação na tradição filosófica Ocidental. O resultado é uma proposta teórica antifundacional, radicada em uma subjetividade pessimista e melancólica, fundada na recusa de qualquer filosofia ético-social baseada na “confiança” na razão, no homem e no mundo histórico e político por ele construído considerados irremediavelmente corruptos. Nesse horizonte sombrio, o único, eventual, modo de resistência se concretiza, paradoxalmente, na assunção de responsabilidade de um Eu “trágico-niilista”.

### Da fragmentação filosófica ao filosofar no tempo presente e à renovação do pensamento esquerdista
A partir de 2006-2007 é possível entrever uma mudança de perspectiva. Insatisfeito com a grande maioria desses temas, Pecoraro começa uma busca por um horizonte de sentido diferente que o leva, porém, a dissolver seus “motivos condutores”. Interesses e pesquisas se fragmentam e perdem em intensidade e clareza. É apenas com seu retorno ao Rio de Janeiro em 2013, com o renovar-se de seu diálogo/confronto com o “estilo carioca de vida acadêmico-social e filosófico” e graças aos acontecimentos de junho de 2013 (as ondas de protestos culminadas, no Rio de Janeiro, na manifestação de um milhão de pessoas na Rio Branco), que o pensamento de Pecoraro ganha novas formas. Decisivas, agora, são a preocupação ético-política, a crítica do humanismo contemporâneo e o engajamento filosófico: uma leitura radicalmente “sistémica” da obra nietzschiana centrada na unidade de vontade de potência, ultrapassamento do niilismo e advento do além-do-homem; a influência de Michel Foucault e Roberto Esposito e a retomada do conceito de Biopolítica; o distanciamento das teses relativistas/pós-modernas e niilistas que o levam a declarar o fim dessas tendências outrora hegemônicas; o estudo das relações entre massas e poder; a afirmação de uma visão “essencialista” do ser humano na idade da técnica e do digital; a redescoberta de Sigmund Freud e Jacques Lacan e o estudo de autores como Slavoj Žižek, Giorgio Agamben, Baruch Espinoza, Alain Badiou, Leopoldo Zea, Étienne de La Boétie – levam Pecoraro à elaboração de um percurso teórico, ainda em desenvolvimento, que tendo como base a necessidade de uma “filosofia da atualidade” (ou de um “filosofar no tempo presente”) e a convicção de que as categorias filosóficas pós-maio de 68 são obsoletas e inadequadas para explicar o nosso tempo, foca-se em dois distintos âmbitos de pesquisa.
O primeiro – ético-moral – investiga as condições de possibilidade de novas formas de subjetividades na época da “violenta reação à crise de fundamentos” herdada da tradição filosófica do Século XX e dos “direitos de todas as coisas do mundo”, traçando assim as bases de uma possível “filosofia do dever” de cunho pós-iluminista sem esquecer, porém, as lições da tão criticada pós-modernidade e da ideia derridiana de "centro" e de "margem".
O segundo – político-social – através da crítica do politicamente correto e da “retórica democrática” e da luta contra o “fascismo social de esquerda” busca examinar as possibilidades de uma renovação radical do pensamento esquerdista e de uma concepção do “Político” não tecnicista e não reacionária. As teses da primeira fase de seu pensamento sobre o vazio niilista das sociedade contemporâneas inspiram produções teatrais e artísticas de vanguarda e livros de jovens autores brasileiros.

## Principais Obras
La filosofia del voyeur, Salerno-Napoli, Sapere, 1999.
A Filosofia em chamas, Porto Alegre EDIPUCRS, 2004.
Analíticos ou Continentais: uma introdução à filosofia contemporânea”. 1. ed. Rio de Janeiro: 7Letras/CAPES, 2013.
Niilismo,  Rio de Janeiro: Zahar Editor, 2007.
Filosofia da História, Rio de Janeiro: Zahar, 2009
Niilismo e (Pós)Modernidade, Rio de Janeiro-São Paulo, Loyola-EditoraPUC, 2005.
Filosofia contemporânea - Niilismo, política, estética, Rio de Janeiro-São Paulo, Loyola-EditoraPUC, 2006.
Os filósofos - Clássicos da filosofia (3 volumes), Rio de Janeiro/Petrópolis: Editora PUC-Rio/Editora Vozes, 2009.
“Cosa resta della Filosofia Contemporanea?”. In: Quadranti - Rivista Internazionale di Filosofia Contemporanea, v. I, p. 2-14, 2013.
“Du Droit à la Justice: Derrida et Vattimo. In: Luca Scarantino. (Org.). Contemporary Philosophy (Twenty-First World Congress of Philosophy - Istanbul). 1ed.: , 2007, v. 11.
“Metafisica e poesia nel pensiero di Maria Zambrano”. Metafisica 2003 (Metaphysics 2003). Roma: Fondazione Idente, 2006, v. 1
“O discurso filosófico-libertário do inadequado Dr. H”. In: Ricardo Timm; Norman Masdaraz; Ana Lisboa de Mello. (Org.). Filosofia e Literatura - Encontros contemporâneos. 1ed.Porto Alegre: Gradiva, 2016, v. 1, p. 161-178.
“O Nada: o Ser (política, bíos, humanitas)”. In: Pensando: Revista De Filosofia (UFPI), v. 4, p. 41-54, 2013.
“Por que o ser e não o nada? a 'Grundfrage' em Leibniz, Schelling e Heidegger”. In: Argumentos: Revista de Filosofia (Impresso), v. 7, p. 82-93, 2012.
“Da justiça e da moral. Ou da resistência contemporânea diante do Tribunal dos Direitos”. In: Andre Luiz Neiva; Douglas Orben. (Org.). Anais da XV Semana Acadêmica do PPG em Filosofia da PUCRS. 1ed.Porto Alegre: Editora FI, 2015, v. 2, p. 9-22.
“Corpos. Uma anatomia política na Idade da Biotécnica”. In: Revista de Filosofia Aurora (PUCPR. Impresso), v. 24, p. 529-548, 2012.
“Governamentalidade, Biopolítica e Resistência no terceiro Foucault”. In: Iván Pincheira Torres, In: Ger Flem Soto, Luna Follegati Montenegro, Danilo Sanhueza Ordenes, Hugo Sir Retamales. (Org.). Actas. 1ed.Santiago del Chile: Ediciones Escaparate Spa, 2016, v. I, p. 353-359.
“Cenários da Filosofia contemporânea: fim da pós-modernidade e new realism?”. In: Marcelo Carvalho; Horacio Luján Martínez. (Org.). Ética e política contemporânea (Coleção XVI Encontro ANPOF). 1ed.São Paulo: Editora ANPOF, 2015, v. 8, p. 55-66.
“O inadequado: notas sobre liberdade, violência e criminalização”. In: S. Freire; J.M. Grimma; A. Carvalho. (Org.). Anales del V SEMINARIO INTERNACIONAL DERECHOS HUMANOS, VIOLENCIA Y POBREZA: la situación de los niños y adolescentes en América Latina hoy. Ied.Rio de Janeiro/Buenos Aires: Rede Sírius, 2014, v. I, p. 150-163.
“Biopolítica”. In: SAYAO, S. e PELIZZOLI, M.. (Org.). Fragmentos filosóficos: direitos humanos e cultura de paz. 1ed.Recife: Editora Universitária da UFPE, 2012, v. 1, p. 4-22.
“O sentimento do Nada: Giacomo Leopardi e María Zambrano”. In: Luiz Carlos Bombassaro; Silvina Paula Vidal. (Org.). Latinidade da América Latina - enfoques filosóficos e culturais. São Paulo: Editora Hucitec, 2010, v. 3, p. 453-469.
"Justicia, Derecho y Violencia. Notas sobre Derrida y Vattimo”. In: Daniel Mariano Leiro; Carlos Muñoz Gutiérrez, Victor Rivera. (Org.). Ontología del Declinar. Buenos Aires: Biblos, 2009, v. 1, p. 244-359.